# 小幡記子
小幡 記子（おばた のりこ、1月3日 -）は、日本の女性声優。千葉県出身。

## 人物
以前は賢プロダクションに所属していた。東映アニメーション研究所声優タレント学科卒業。
資格は保育士免許。

## 出演作品
※太字は主役・メインキャラクター。

### テレビアニメ
2005年
- 戦国英雄伝説 新釈 眞田十勇士 The Animation（阿梅）

2007年
- かみちゃまかりん（和音ーズC、女の子、看護師）
- しゅごキャラ!（とりまき、二階堂のしゅごキャラ、りまのママ、クウタ、ルール 他）

2008年
- しゅごキャラ!!どきっ（とりまき、二階堂のしゅごキャラ、木下まりか、マー君のママ 他）
- TYTANIA -タイタニア-（民衆、秘書、少年従者）

2009年
- うちの3姉妹（キャスター）
- グイン・サーガ（パロの人々、ラク族子供、セム族の子供、パロの娘、パロ市民）
- しゅごキャラ!!! どっきどき（少年2）
- はじめの一歩 New Challenger
- よくわかる現代魔法

2011年
- UN-GO（女性型ロボット）
- IS 〈インフィニット・ストラトス〉（五反田蘭、クラスメイト）
- ギルティクラウン（女子）
- けんぷファー für die Liebe（女子生徒A）
- 灼眼のシャナIII（Final）（“布置の霊泉”グローガッハ）
- 聖痕のクェイサーII（女生徒A、秘書）
- 僕は友達が少ない（ゲルニカ、女子生徒、女の子の母親）
- マケン姫っ!（女子生徒）
- 魔乳秘剣帖（女中A）

2012年
- 黒子のバスケ（女子生徒）
- ちはやふる（花本瑠璃）
- バクマン。3（アシスタント）
- マギ（ナージャ）

2013年
- アイカツ!（今井瞬）
- IS 〈インフィニット・ストラトス〉2（国津玲美）
- 僕は友達が少ないNEXT（女子生徒A、ゲルニカ）

### OVA
2011年
- 世界一初恋 〜小野寺律の場合〜（女子生徒）

### 劇場アニメ
2010年
- 涼宮ハルヒの消失（葉山玲子[2]）

2012年
- マジック・ツリーハウス（男子）

### ゲーム
2008年
- あさき、ゆめみし（まだら）

2009年
- L2 Love×Loop（ナナミ）
- 蒼天の彼方（啓明）
- 桃色大戦ぱいろん（アンジェリーク・ドゥ・ラ・パトリエール）
- ルミナスアーク3 アイズ（エマ）

2012年
- ほのぼのモグウ日記（花貂姫）

### 吹き替え
- iCarly
- ビクトリアス

### その他
- TAKAMICHI SUMMER WORKS（セミ）
- ハッピーバースデー オーディオブック（青田祥司）